# Super Bowl LV
Super Bowl LV foi a 55ª edição do Super Bowl e a 51ª decisão de campeonato na era moderna da National Football League (NFL) que decidiu o campeão da temporada da NFL de 2020. Foi disputado entre o Kansas City Chiefs, o então atual campeão, e o Tampa Bay Buccaneers, sendo vencido por este último. Com os acontecimentos ao redor da Pandemia de COVID-19 nos Estados Unidos e como isso afetou os jogos da NFL em 2020, o jogo foi marcado para 7 de fevereiro de 2021, em Tampa, Flórida. Este é o quinto Super Bowl a acontecer na área de Tampa e o terceiro no Raymond James Stadium. O jogo foi televisionado nos Estados Unidos pela CBS.
Esta foi a segunda vitória em um Super Bowl para os Buccaneers e fez deles um dos dois times, junto com o Baltimore Ravens, a derrotar um time com múltiplos anéis de Super Bowl. Eles terminaram a temporada regular com onze vitórias e cinco derrotas, se classificando no wild card (repescagem). O fator principal da conquista do time foi a aquisição do veterano quarterback Tom Brady na sua primeira temporada longe do New England Patriots. Já os Chiefs, liderados por seu poderoso ataque, terminou a temporada com uma campanha de quatorze vitórias e duas derrotas para avançar para o quarto Super Bowl de sua franquia e estavam defendendo o título como os atuais campeões (tendo vencido o Super Bowl LIV no ano anterior), tentando se tornar o primeiro time a vencer dois títulos seguidos desde o Patriots de 2004.
Este Super Bowl contou com três fatos marcantes. O primeiro foi que o Tampa Bay se tornou o primeiro time a jogar um Super Bowl em seu estádio; o segundo foi que o quarterback do Tampa Bay, Tom Brady, jogou em seu décimo Super Bowl, um recorde para um mesmo jogador e por fim com a COVID-19 e as restrições de saúde limitaram a capacidade do estádio a 25.000 torcedores, tornando esse o Super Bowl com o menor público da história.
O jogo foi televisionado nos Estados Unidos pela CBS, com o cantor de música country Eric Church e o cantor de R&B Jazmine Sullivan interpretando o hino nacional americano, enquanto o show do intervalo ficou encabeçado pelo cantor canadense The Weeknd. O Tampa Bay Buccaneers foi o campeão, após vencer o Chiefs por 31 a 9. Foi a primeira vez que um time jogou em casa um Super Bowl e venceu. Este foi o sétimo título de Tom Brady, um recorde da liga para qualquer jogador. De fato, seus sete anéis de campeão tornaram Brady mais vitorioso do que qualquer time na liga. Além disso, ele também se tornou o quarterback mais velho a conquistar um título (43 anos), se igualou a Peyton Manning como os únicos jogadores de sua posição a ganharem pelo menos um Super Bowl por duas franquias diferentes sendo titulares, foi eleito o MVP das finais pela quinta vez na carreira (mais do que qualquer outro jogador na liga), foi o primeiro quarterback a derrotar três outros QBs que já foram MVPs e campeões do Super Bowl (Drew Brees dos Saints, Aaron Rodgers dos Packers e Patrick Mahomes dos Chiefs) sendo isso um feito inédito e ainda se tornou o quarterback com o maior número de passes para touchdown na história das finais da NFL.
Outro ponto importante do Super Bowl LV foi o fato da partida contar com a primeira mulher árbitro, Sarah Thomas, na história das finais da NFL. Em termos de audiência, o jogo foi a final da NFL menos assistida desde 2007, com um total de telespectadores girando em torno de 96,4 milhões de pessoas (incluindo streaming) dentro dos Estados Unidos.

## Contexto

### Processo de seleção do local
Em 19 de maio de 2015, a liga anunciou os cinco finalistas para sediar o Super Bowl LIII em 2019 e o Super Bowl LIV em 2020. Os proprietários de times da NFL votaram nessas cidades em 24 de maio de 2016, com a primeira rodada de votação para determinar o anfitrião para Super Bowl LIII, e a segunda rodada decidindo o local do Super Bowl LIV. Em um desenvolvimento não conhecido com antecedência, uma terceira rodada de votação foi adicionada para selecionar um local para o Super Bowl LV. Atlanta e Miami foram premiados com Super Bowls LIII e LIV respectivamente, removendo-os da corrida para o LV. Los Angeles não era elegível para o Super Bowl LIII, já que seu estádio estava em construção e ainda não seria concluído; era elegível para LIV e LV, e optou por licitar apenas neste último.
Os dois candidatos eram:

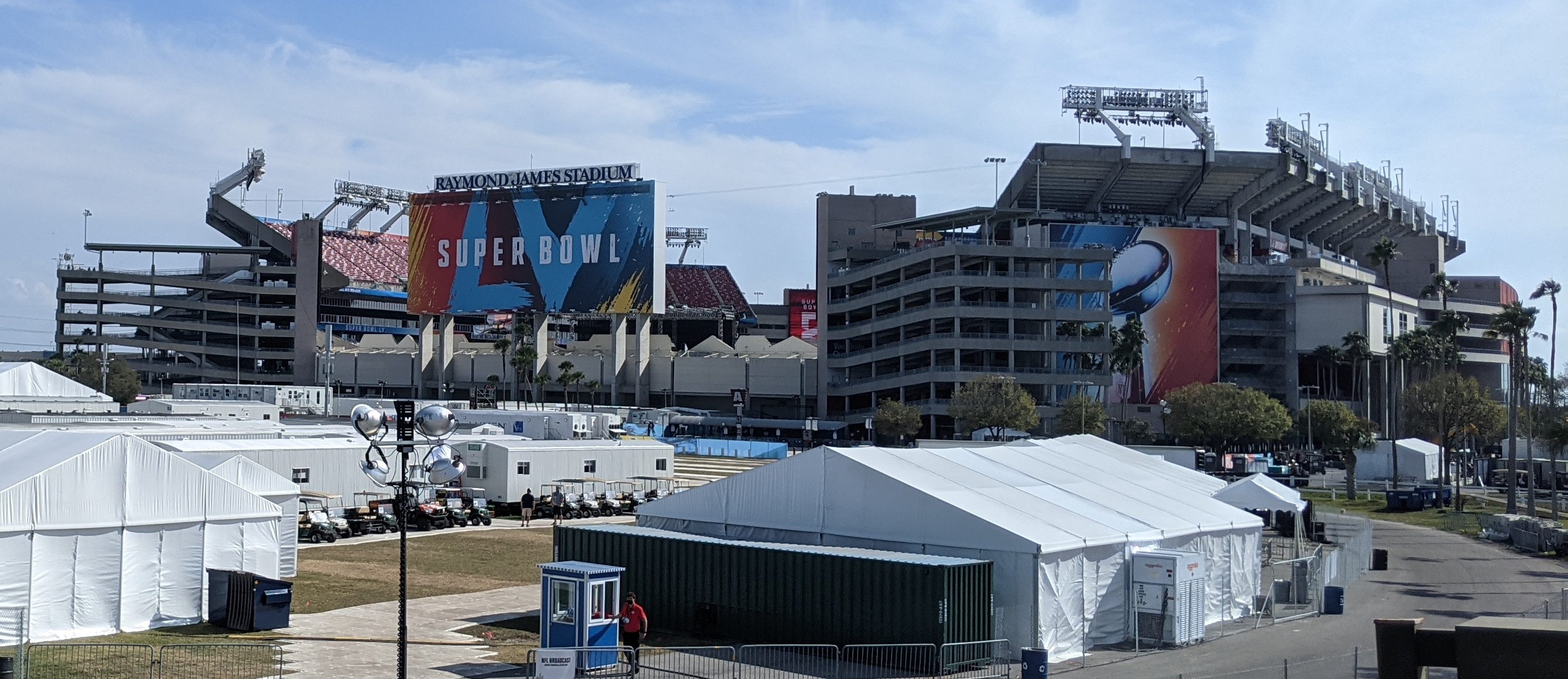
O entorno do estádio.

- Raymond James Stadium, Tampa, Flórida: Tampa hospedou quatro Super Bowls, sendo o último o Super Bowl XLIII em 2009.
- SoFi Stadium, Inglewood, Califórnia: Los Angeles sediou o Super Bowl sete vezes, mais recentemente em 1993 com o Super Bowl XXVII; aquele jogo, junto com os quatro Super Bowls anteriores na área, foi realizado no Rose Bowl, enquanto os primeiros dois Super Bowls na área de Los Angeles foram realizados no Los Angeles Memorial Coliseum.

Los Angeles foi originalmente escolhida como sede do Super Bowl LV em uma votação em 24 de maio de 2016. No entanto, devido a atrasos na construção, as autoridades anunciaram que o estádio não seria concluído até o início da temporada 2020 da NFL. Em 23 de maio de 2017, os proprietários da NFL votaram por unanimidade, com a aprovação dos Rams, para mover o Super Bowl LV para Tampa. Em vez disso, a cidade de Inglewood sediará o Super Bowl LVI em 2022.

### Impacto da pandemia COVID-19
No início da temporada de 2020 da NFL, a liga proibiu o entretenimento em campo, como shows do intervalo e apresentações do hino nacional em jogos com espectadores. Esses elementos, que historicamente têm sido os pilares do entretenimento do Super Bowl, seriam produzidos fora do local se as restrições permanecerem em vigor. Em 12 de novembro, foi anunciado que The Weeknd iria se apresentar no show do intervalo.
Devido a restrições de saúde, este jogo terá participação muito inferior aos 61.946 que assistiram Super Bowl I. O estado da Flórida removeu as restrições de capacidade para eventos esportivos em outubro, embora as três equipes baseadas na Flórida tenham voluntariamente mantido os limites de capacidade de 20-25%. No final de outubro de 2020, a NFL estava planejando um público mínimo de 20% da capacidade, na esperança de que uma capacidade maior fosse possível no dia do jogo. Em 22 de janeiro de 2021, a NFL havia anunciado originalmente que o jogo teria 22.000 fãs presentes, 7.500 dos quais seriam profissionais de saúde que receberam uma vacina da COVID-19, principalmente de Tampa e região central da Flórida. A NFL também planejava ajudar a preencher os assentos vazios, vendendo a oportunidade para os fãs terem um recorte de papelão de si mesmos nas arquibancadas. Em 2 de fevereiro, a liga anunciou que o público oficial esperado aumentou para 25.000 fãs e que 30.000 recortes de papelão serão usados.

## Equipes

### Kansas City Chiefs

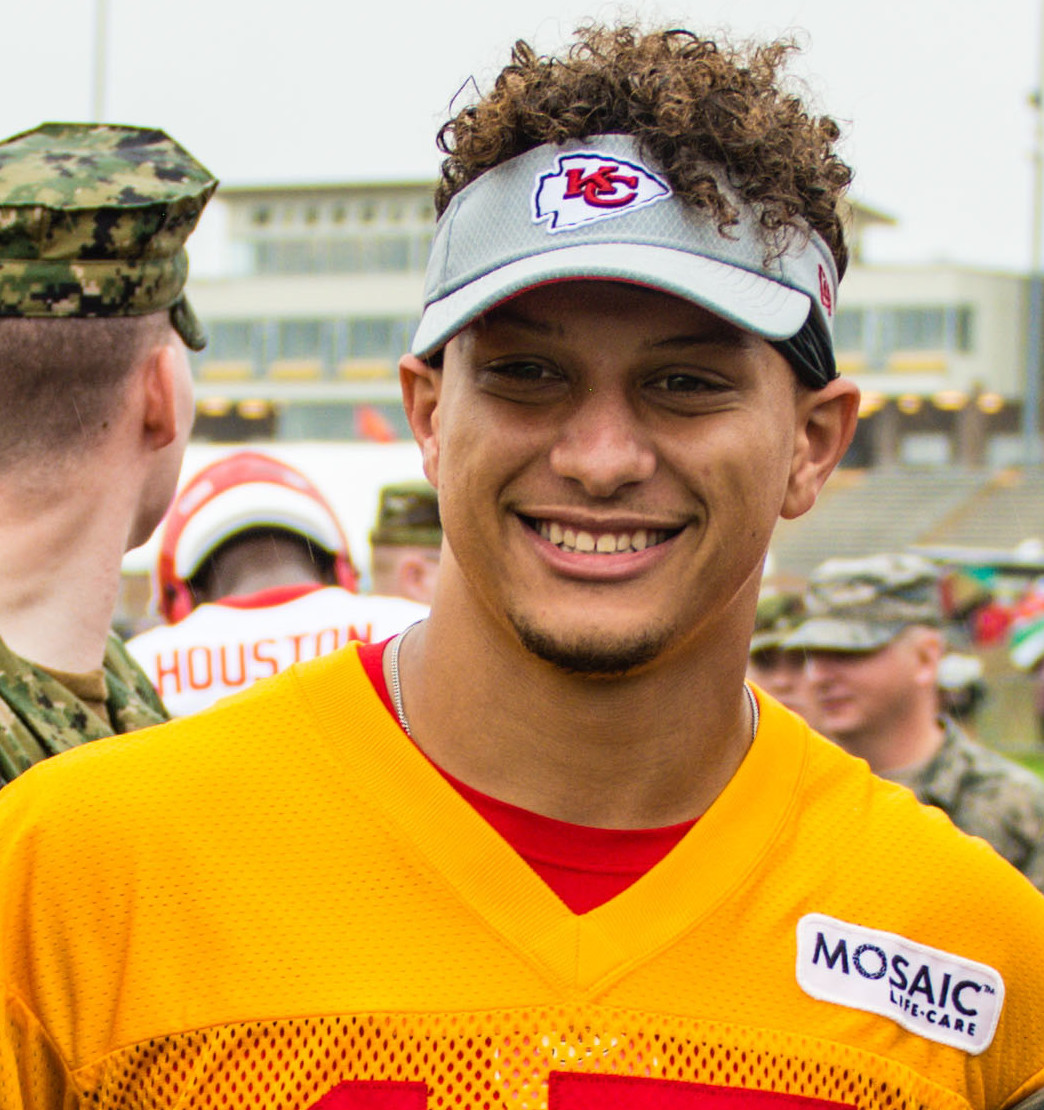
O quarterback Patrick Mahomes.

Como defensores do título, o Kansas City Chiefs registrou 14 vitórias e 2 derrotas, terminando como o melhor time da NFL em 2020 sob o comando do técnico Andy Reid. Além de uma derrota por 40 a 32 contra o Las Vegas Raiders na semana 4, seu outro revés foi no jogo final da temporada, quando descansou a maioria de seus titulares porque já havia conquistado a vaga nos playoffs. Esta será a quarta aparição do Chiefs no Super Bowl. Eles perderam o Super Bowl I (1967), mas ganharam os Super Bowls IV (1970) e LIV (2020).
O ataque de Kansas City ficou em primeiro lugar na NFL em jardas (6.653) e em sexto em pontos marcados (473). O quarterback Patrick Mahomes foi escolhido para o Pro Bowl pela terceira temporada consecutiva, arremessando para 4.740 jardas (segundo na liga) e 38 touchdowns, com apenas seis interceptações, além de terminar a temporada como o segundo melhor corredor de Kansas City com um recorde na carreira de 308 jardas e 2 pontuações conquistadas. Seu principal alvo era Travis Kelce, que recebeu 105 passes para 1.416 jardas e 11 touchdowns, tornando-o o segundo maior recebedor da NFL e estabelecendo um novo recorde da liga para um tight end. Tyreek Hill também foi um grande trunfo, com 87 recepções para 1.276 jardas e 15 touchdowns, enquanto também corria para 132 jardas e 2 touchdowns. Mahomes tinha muitas outras opções confiáveis, como os receptores Demarcus Robinson (45 recepções para 466 jardas), Mecole Hardman (41 recepção para 561 jardas e 360 jardas de retorno em equipes especiais) e Sammy Watkins (37 recepções para 421 jardas). O líder em corridas da equipe de 2019, Damien Williams, optou por não participar da temporada de 2020 devido a preocupações com a COVID-19 e porque sua mãe havia sido recentemente diagnosticada com câncer em estágio IV. Em seu lugar, o novato running back Clyde Edwards-Helaire atuou correndo para 808 jardas e 4 touchdowns, enquanto também pegava 36 passes para 297 jardas e outro touchdown ao lado de Le'Veon Bell, que tinha 254 jardas e 2 touchdowns depois de ser liberado do New York Jets antes do temporada. Eric Fisher liderou a linha ofensiva do Chiefs, conseguindo sua segunda escolha no Pro Bowl. No entanto, ele foi forçado a perder o Super Bowl depois de sofrer uma ruptura no tendão de Aquiles no jogo do campeonato da AFC.
A linha defensiva do Chiefs foi liderada pelos escolhidos do Pro Bowl Chris Jones (7,5 sacks e 2 fumbles forçados) e Frank Clark (6 sacks). O linebacker Anthony Hitchens ficou em segundo lugar na equipe com 78 tackles. Kansas City também teve uma excelente secundária, liderada pelo forte safety do Pro Bowl Tyrann Mathieu (68 tackles, 6 interceptações e uma recuperação de fumble) e segurança livre Daniel Sorensen (91 tackles, 3 interceptações e 2 fumbles forçados), junto com os cornerbacks Bashaud Breeland (2 interceptações) e o novato L'Jarius Sneed (3 interceptações e 2 sacks).

### Tampa Bay Buccaneers

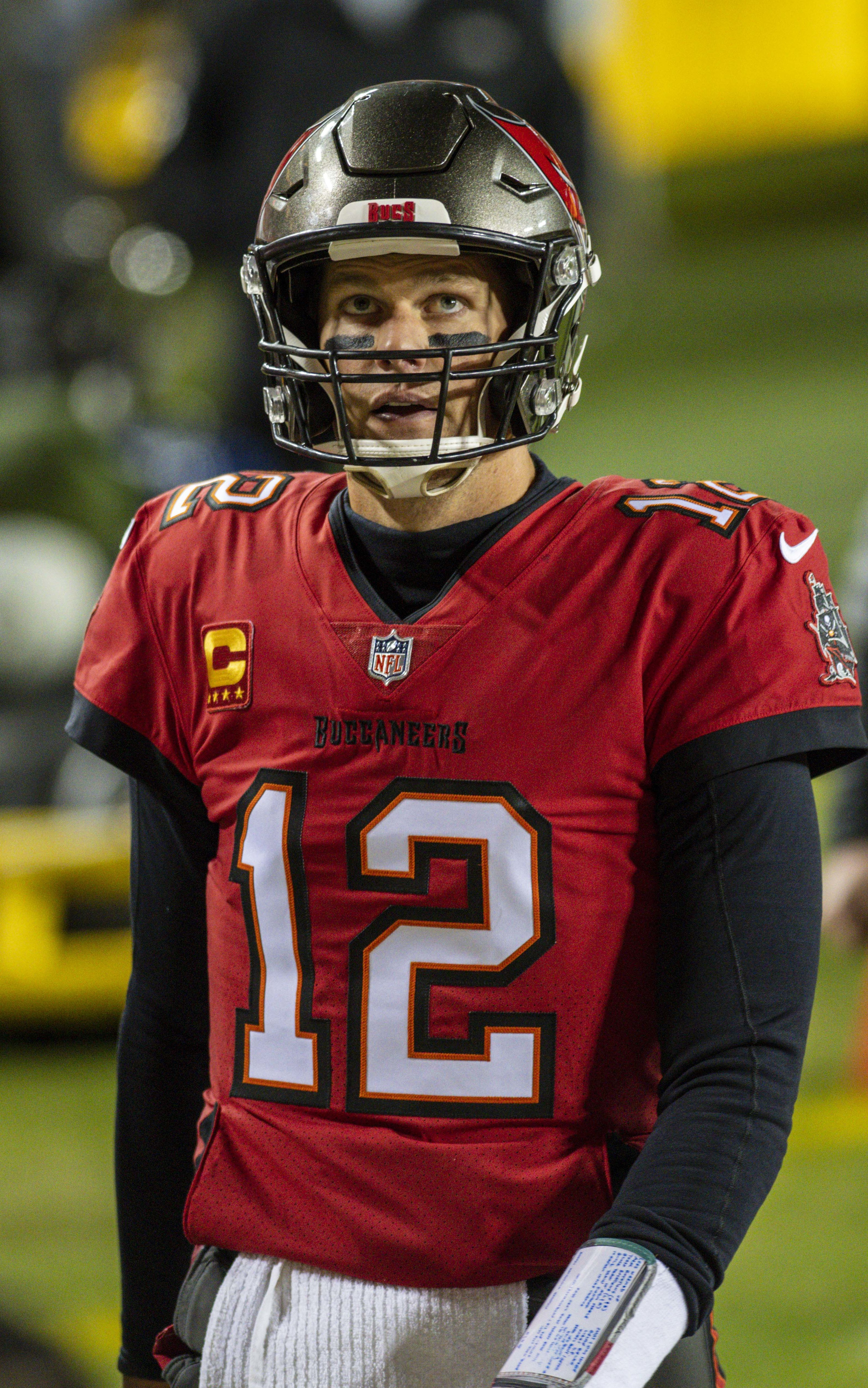
O quarterback Tom Brady.

O Tampa Bay Buccaneers terminou a temporada de 2020 com 11 vitórias e 5 derrotas sob comando do técnico Bruce Arians em seu segundo ano. Antes disso, o time não ganhava um jogo de playoff desde o Super Bowl XXXVII em 2003 e não tinha chegado aos playoffs desde a temporada 2007-08. O time também registrou temporadas perdidas nos últimos três anos, incluindo uma marca negativa de 7 vitórias 9 derrotas em um deles. O final da temporada de 2020 foi marcado pela contratação do ex-quarterback do New England Patriots Tom Brady, um veterano com 20 anos de carreira que substituiu Jameis Winston. O Buccaneers também fizeram uma troca por Rob Gronkowski dos Patriots, enquanto também contratavam Leonard Fournette, LeSean McCoy, Antonio Brown e Ryan Succop. No Draft da NFL de 2020, Tampa Bay reforçou sua linha ofensiva selecionando o tackle Tristan Wirfs.
O ataque de Tampa Bay foi classificado em 7º em jardas da liga (6.145) e em 3º em pontos marcados (492). Brady, de 43 anos, arremessou para 4.633 jardas e 40 touchdowns com 12 interceptações e também correu para mais 3 touchdowns. Seus alvos principais eram Mike Evans que pegou 70 passes para 1.001 jardas e 13 touchdowns, Chris Godwin que pegou 65 passes para 840 jardas e 7 touchdowns, e Rob Gronkowski que pegou 45 passes para 623 jardas e 7 touchdowns. Brady também tem outras armas com Scotty Miller (33 passes, 501 jardas e 3 touchdowns), Antonio Brown (44 recepções, 483 jardas e 4 touchdowns) e Cameron Brate (28 recepções, 282 jardas e 2 touchdowns). Ronald Jones foi o líder da equipe com 978 jardas e 7 touchdowns, além de receber 28 passes para 165 jardas e outra pontuação. O running back Leonard Fournette acrescentou 367 jardas corridas e 6 touchdowns, além de efetuar 36 passes. O Kicker Ryan Succop ficou em 6º lugar na NFL com 136 pontos, fazendo 28 de 31 tentativas de field goal.
A defesa de Tampa Bay ficou em 6º lugar na liga (5.234). A linha defensiva foi ancorada pelas pontas defensivas de Ndamukong Suh (6 sacks) e Jason Pierre-Paul, a única seleção do time no Pro Bowl (9,5 sacks, 4 fumbles forçados, 2 recuperações de fumble). A equipe também teve um excelente par de linebackers, Devin White (140 tackles e 9 sacks) e Shaquil Barrett (8 sacks e 2 fumbles forçados). O cornerback Carlton Davis liderou a equipe com 4 interceptações, enquanto o rookie safety Antoine Winfield Jr. adicionou 94 tackles, 1 interceptação e 3 sacks.

### Playoffs
O Kansas City Chiefs ganhou o título da Divisão Oeste da AFC e foi cabeça de chave nos playoffs. Depois de conseguir folgar na primeira rodada, os Chiefs derrotaram o Cleveland Browns por 22–17 na rodada Divisional e se classificaram ao seu terceiro jogo consecutivo pelo tíutlo da AFC. Eles então ganharam de 38-24 do Buffalo Bills e conseguiram seu segundo Troféu Lamar Hunt consecutivo. O Chiefs tenta ser o primeiro time a ganhar Super Bowls consecutivos desde o New England Patriots em 2003 e 2004.
Enquanto isso, o Tampa Bay Buccaneers terminou como o 5º cabeça-de-chave segundo colocado da NFC Sul, atrás do New Orleans Saints. Na Rodada de Wild Card, o Buccaneers derrotou o Washington Football Team por 31–23 para avançar para a rodada Divisional contra o Saints, que os havia vencido na temporada regular. Tampa Bay então derrotou New Orleans por 30-20 para avançar para o o Campeonato da NFC. Ao fazer isso, eles se tornaram o segundo time após o Minnesota Vikings de 2017–18 a chegar a uma vitória de jogar o Super Bowl em casa. O Buccaneers então derrotaram o Green Bay Packers por 31-26 e avançaram para o Super Bowl, tornando-se o primeiro time na história da NFL a jogar o Super Bowl em seu estádio. Eles também se tornaram a primeira equipe a chegar ao Super Bowl como uma equipe Wild Card desde o Green Bay Packers de 2010-11. O Tampa Bay será o primeiro time a jogar um Super Bowl em seu estádio e apenas o terceiro a jogar em sua área metropolitana (ao lado do Los Angeles Rams de 1979-80 e do San Francisco 49ers de 1984-85). Os três jogos anteriores da pós-temporada do Tampa Bay antes do Super Bowl LV foram todos disputados fora de casa (Washington, New Orleans e Green Bay).

## Entretenimento

### Cerimônias pré-jogo
Um concerto especial pré-jogo para os profissionais de saúde convidados - o TikTok Tailgate - foi realizado na tarde antes do Super Bowl LV, e foi encabeçado por Miley Cyrus. Algumas partes foram transmitidas durante o pré-jogo da CBS, enquanto o show completo foi transmitido no aplicativo TikTok.
A cantora de R&B H.E.R. apresentou "America the Beautiful" e o cantor de música country Eric Church e o cantor de R&B Jazmine Sullivan performaram "The Star-Spangled Banner". A jovem poetisa Amanda Gorman recitou um poema original reconhecendo os três capitães honorários do jogo que participaram da cerimônia do sorteio: a professora Trimaine Davis de Los Angeles, a enfermeira Suzie Dorner de Tampa e o veterano da Marinha James Martin.

### Show do intervalo
O show do intervalo foi encabeçado pelo cantor canadense conhecido pelo nome artístico The Weeknd.

## Resumo do jogo
Kansas City entrou no jogo levemente como favoritos, mas seu ataque (eficiente durante a temporada regular) acabou tendo números muito ruins e o time inteiro acabou cometendo muitas faltas custosas. Pela primeira vez na carreira de Patrick Mahomes, os Chiefs falharam em marcar um touchdown (TD) numa partida e perderam por uma diferença de dois dígitos, fazendo deles o terceiro time na era Super Bowl a não marcar um TD na final do campeonado. Kansas City cometeu onze faltas para 120 jardas, incluindo um recorde de oito faltas para 95 jardas no primeiro tempo, a maioria contra a defesa em momentos importantes. O Buccaneers soube capitalizar nos erros do adversário e abriram uma vantagem de 21 a 6 no intervalo do jogo e permaneceram no controle da partida nos últimos dois quartos. Tom Brady, que havia estendido o seu recorde de aparições no Super Bowl para dez, venceu seu sétimo campeonato, e foi nomeado o MVP do Super Bowl pela quinta vez na carreira e foi o primeiro a receber tal prêmio por duas franquias diferentes.
| \| \| 1 \| 2 \| 3 \| 4 \| Total \| \| ---------------- \| - \| -- \| -- \| - \| ----- \| \| Chiefs (AFC) \| 3 \| 3 \| 3 \| 0 \| 9 \| \| Buccaneers (NFC) \| 7 \| 14 \| 10 \| 0 \| 31 \| no Raymond James Stadium, Tampa, Flórida - Data: 7 de fevereiro de 2021 - Horário do jogo: 6:40 p.m. UTC−05:00 - Clima do jogo: 63 °F (17 °C) - Público: 24,835 - Árbitro: Carl Cheffers - Comentaristas de TV (CBS): Jim Nantz, Tony Romo, Tracy Wolfson, Evan Washburn, Jay Feely e Gene Steratore - Recap |   |    |    |   |       |
| | 1 | 2  | 3  | 4 | Total |
| Chiefs (AFC) | 3 | 3  | 3  | 0 | 9     |
| Buccaneers (NFC) | 7 | 14 | 10 | 0 | 31    |

|                  | 1 | 2  | 3  | 4 | Total |
| ---------------- | - | -- | -- | - | ----- |
| Chiefs (AFC)     | 3 | 3  | 3  | 0 | 9     |
| Buccaneers (NFC) | 7 | 14 | 10 | 0 | 31    |

| Resumo da pontuação | Resumo da pontuação | Resumo da pontuação | Resumo da pontuação | Resumo da pontuação | Resumo da pontuação | Resumo da pontuação | Resumo da pontuação | Resumo da pontuação |
| Quarto              | Tempo               | Campanha            | Campanha            | Campanha            | Equipe              | Informações da pontuação                                                                                                | Placar              | Placar              |
| Quarto              | Tempo               | Jogadas             | Jardas              | TDP                 | Equipe              | Informações da pontuação                                                                                                | KC                  | TB                  |
| ------------------- | ------------------- | ------------------- | ------------------- | ------------------- | ------------------- | --- | ------------------- | ------------------- |
| 1                   | 5:10                | 8                   | 31                  | 3:23                | KC                  | Field Goal de 49 jardas de Harrison Butker                                                                              | 3                   | 0                   |
| 1                   | 0:37                | 8                   | 75                  | 4:33                | TB                  | Passe de 7 jardas de Tom Brady para recepção de touchdown de Rob Gronkowski, Ryan Succop acerta o chute de ponto extra  | 3                   | 7                   |
|                     |                     |                     |                     |                     |                     | |                     |                     |
| 2                   | 6:05                | 6                   | 38                  | 2:58                | TB                  | Passe de 17 jardas de Tom Brady para recepção de touchdown de Rob Gronkowski, Ryan Succop acerta o chute de ponto extra | 3                   | 14                  |
| 2                   | 1:01                | 10                  | 61                  | 5:04                | KC                  | Field Goal de 34 jardas de Harrison Butker                                                                              | 6                   | 14                  |
| 2                   | 0:06                | 5                   | 71                  | 0:55                | TB                  | Passe de 1 jarda de Tom Brady para recepção de touchdown de Antonio Brown, Ryan Succop acerta o chute de ponto extra    | 6                   | 21                  |
|                     |                     |                     |                     |                     |                     | |                     |                     |
| 3                   | 11:26               | 7                   | 47                  | 3:34                | KC                  | Field Goal de 52 jardas de Harrison Butker                                                                              | 9                   | 21                  |
| 3                   | 7:45                | 6                   | 74                  | 3:41                | TB                  | Corrida de touchdown de 27 jardas de Leonard Fournette, Ryan Succop acerta o chute de ponto extra                       | 9                   | 28                  |
| 3                   | 2:46                | 8                   | 11                  | 3:34                | TB                  | Field Goal de 51 jardas de Ryan Succop                                                                                  | 9                   | 31                  |
| Placar final        | Placar final        | Placar final        | Placar final        | Placar final        | Placar final        | Placar final | 9                   | 31                  |

## Estatísticas finais

### Comparações das estatísticas
| Estatística                              | Kansas City Chiefs | Tampa Bay Buccaneers |
| ---------------------------------------- | ------------------ | -------------------- |
| Primeiras descidas                       | 22                 | 26                   |
| Primeiras descidas correndo              | 12                 | 12                   |
| Primeira descida com passe               | 7                  | 8                    |
| Penalidade nas primeiras descidas        | 3                  | 6                    |
| Eficiência da terceira descida           | 3–13               | 4–12                 |
| Eficiência da quarta descida             | 1–3                | 0–1                  |
| Total líquido de jardas                  | 350                | 340                  |
| Jardas líquidas correndo                 | 107                | 145                  |
| Corridas tentadas                        | 17                 | 33                   |
| Jardas por corrida                       | 6.3                | 4.4                  |
| Jardas por passe                         | 243                | 195                  |
| Passe-completado/tentativa               | 26/49              | 21/29                |
| Sacks-Jardas totais                      | 3–27               | 1–6                  |
| Interceptações                           | 2                  | 0                    |
| Retornos de punt - jardas totais         | 1–0                | 0–0                  |
| Retornos do Kickoff - jardas totais      | 3–87               | 3–75                 |
| Interceptações - jardas de retorno total | 0–0                | 2–0                  |
| Punts - média de jardas                  | 3–35.7             | 4–37.5               |
| Fumbles perdidos                         | 0                  | 0                    |
| Penalidades - jardas                     | 11–120             | 4–39                 |
| Tempo de posse de bola                   | 28:37              | 31:23                |
| Turnovers                                | 2                  | 0                    |

### Estatíticas individuais
| Chiefs passe          | Chiefs passe | Chiefs passe | Chiefs passe | Chiefs passe | Chiefs passe |
|                       | C/Ten1       | Jardas       | TD           | INT          | Rating6      |
| --------------------- | ------------ | ------------ | ------------ | ------------ | ------------ |
| Patrick Mahomes       | 26/49        | 270          | 0            | 2            | 52.3         |
| Chiefs correndo       |              |              |              |              |              |
|                       | Corr.2       | Jds          | TD           | Lg3          | Jds/Corr.    |
| Clyde Edwards-Helaire | 9            | 64           | 0            | 26           | 7.1          |
| Patrick Mahomes       | 5            | 33           | 0            | 11           | 6.6          |
| Tyreek Hill           | 1            | 5            | 0            | 5            | 5.0          |
| Darrel Williams       | 2            | 5            | 0            | 3            | 2.5          |
| Chiefs recebendo      |              |              |              |              |              |
|                       | Rec.4        | Jds          | TD           | Lg3          | Alvo5        |
| Travis Kelce          | 10           | 133          | 0            | 33           | 15           |
| Tyreek Hill           | 7            | 73           | 0            | 23           | 10           |
| Clyde Edwards-Helaire | 2            | 23           | 0            | 18           | 3            |
| Sammy Watkins         | 1            | 13           | 0            | 13           | 1            |
| Demarcus Robinson     | 1            | 11           | 0            | 11           | 2            |
| Darrel Williams       | 2            | 10           | 0            | 9            | 7            |
| Mecole Hardman        | 2            | 4            | 0            | 4            | 6            |
| Byron Pringle         | 1            | 3            | 0            | 3            | 2            |

| Buccaneers passe     | Buccaneers passe | Buccaneers passe | Buccaneers passe | Buccaneers passe | Buccaneers passe |
|                      | C/Ten1           | Jardas           | TD               | INT              | Rating6          |
| -------------------- | ---------------- | ---------------- | ---------------- | ---------------- | ---------------- |
| Tom Brady            | 21/29            | 201              | 3                | 0                | 125.8            |
| Buccaneers correndo  |                  |                  |                  |                  |                  |
|                      | Corr.2           | Jds              | TD               | Lg3              | Jds/Corr.        |
| Leonard Fournette    | 16               | 89               | 1                | 27               | 5.6              |
| Ronald Jones II      | 12               | 61               | 0                | 13               | 5.1              |
| Tom Brady            | 4                | −2               | 0                | 0                | −0.5             |
| Scotty Miller        | 1                | −3               | 0                | −3               | −3               |
| Buccaneers recebendo |                  |                  |                  |                  |                  |
|                      | Rec.4            | Jds              | TD               | Lg3              | Alvo5            |
| Rob Gronkowski       | 6                | 67               | 2                | 25               | 7                |
| Leonard Fournette    | 4                | 46               | 0                | 15               | 4                |
| Mike Evans           | 1                | 31               | 0                | 31               | 1                |
| Cameron Brate        | 3                | 26               | 0                | 15               | 3                |
| Antonio Brown        | 5                | 22               | 1                | 16               | 6                |
| Chris Godwin         | 2                | 9                | 0                | 8                | 4                |

1Completos/tentativas - 2Carregando a bola - 3Ganho - 4 Recepções - 5Vezes direcionadas - 6 Passer rating

## Escalção inicial
Ambas as equipes usaram uma única formação como base de ataque, com três wide receivers, um tight end e um running back. Na defesa, as duas equipes utilizaram uma variação da defesa com cinco laterais defensivas. O Kansas City usou uma variação 4–2–5 com quatro atacantes e dois linebackers, enquanto Tampa Bay usou uma variação 2-4–5 com dois atacantes e quatro linebackers. O titular normal do Kansas City no tackle esquerdo, o selecionado do Pro Bowl Eric Fisher, ficou fora por causa de uma lesão no tendão de Aquiles que sofreu no jogo final da AFC.
| Kansas City           | Posição | Posição | Tampa Bay         |
| Ataque                | Ataque  | Ataque  | Ataque            |
| --------------------- | ------- | ------- | ----------------- |
| Demarcus Robinson     | WR      | WR      | Mike Evans        |
| Travis Kelce          | TE      | TE      | Rob Gronkowski    |
| Mike Remmers          | LT      | LT      | Donovan Smith     |
| Nick Allegretti       | LG      | LG      | Ali Marpet        |
| Austin Reiter         | C       | C       | Ryan Jensen       |
| Stefen Wisniewski     | RG      | RG      | Aaron Stinnie     |
| Andrew Wylie          | RT      | RT      | Tristan Wirfs     |
| Tyreek Hill           | WR      | WR      | Scotty Miller     |
| Byron Pringle         | WR      | WR      | Chris Godwin      |
| Patrick Mahomes       | QB      | QB      | Tom Brady         |
| Clyde Edwards-Helaire | RB      | RB      | Leonard Fournette |

| Kansas City      | Posição | Posição | Tampa Bay            |
| Defesa           | Defesa  | Defesa  | Defesa               |
| ---------------- | ------- | ------- | -------------------- |
| Tanoh Kpassagnon | LDE     | DL      | Ndamukong Suh        |
| Chris Jones      | LDT     | NT      | Rakeem Nuñez-Roches  |
| Derrick Nnadi    | RDT     | OLB     | Jason Pierre-Paul    |
| Frank Clark      | RDE     | ILB     | Devin White          |
| Anthony Hitchens | LB      | ILB     | Lavonte David        |
| Damien Wilson    | LB      | OLB     | Shaquil Barrett      |
| Charvarius Ward  | LCB     | LCB     | Carlton Davis        |
| Bashaud Breeland | RCB     | RCB     | Jamel Dean           |
| L'Jarius Sneed   | CB      | CB      | Sean Murphy-Bunting  |
| Daniel Sorensen  | FS      | FS      | Jordan Whitehead     |
| Tyrann Mathieu   | SS      | SS      | Antoine Winfield Jr. |

## Recordes
| Recordes superados no Super Bowl                       | Recordes superados no Super Bowl | Recordes superados no Super Bowl     |
| ------------------------------------------------------ | -------------------------------- | ------------------------------------ |
| Mais aparições, jogador                                | 10                               | Tom Brady (Tampa Bay)                |
| Mais aparições, jogador titular                        | 10                               | Tom Brady (Tampa Bay)                |
| Mais campeonatos da NFL vencidos, jogador              | 7                                | Tom Brady (Tampa Bay)                |
| Mais campeonatos vencidos, jogador                     | 7                                | Tom Brady (Tampa Bay)                |
| Mais prêmios de MVP no Super Bowl, jogador             | 5                                | Tom Brady (Tampa Bay)                |
| Mais tentativas de passe, jogador (carreira)           | 421                              | Tom Brady (Tampa Bay)                |
| Mais conclusões de passes, jogador (carreira)          | 277                              | Tom Brady (Tampa Bay)                |
| Mais jardas de passe, jogador (carreira)               | 3.039                            | Tom Brady (Tampa Bay)                |
| Mais passes para touchdown, jogador (carreira)         | 21                               | Tom Brady (Tampa Bay)                |
| Quarterback mais velho, jogador                        | 43 anos, 188 dias                | Tom Brady (Tampa Bay)                |
| Quarterback mais velho, jogador titular                | 43 anos, 188 dias                | Tom Brady (Tampa Bay)                |
| Quarterback mais velho, time vencedor                  | 43 anos, 188 dias                | Tom Brady (Tampa Bay)                |
| Jogador mais velho                                     | 43 anos, 188 dias                | Tom Brady (Tampa Bay)                |
| Jogador mais velho como titular                        | 43 anos, 188 dias                | Tom Brady (Tampa Bay)                |
| Jogador mais velho, time vencedor                      | 43 anos, 188 dias                | Tom Brady (Tampa Bay)                |
| Jogador mais velho com o prêmio de MVP do Super Bowl   | 43 anos, 188 dias                | Tom Brady (Tampa Bay)                |
| Passes para touchdown para o mesmo jogador, careira    | 5                                | Tom Brady-Rob Gronkowski (Tampa Bay) |
| Mais recepções, tight end (carreira)                   | 29                               | Rob Gronkowski (Tampa Bay)           |
| Técnico principal mais velho, time vencedor            | 68 anos, 325 dias                | Bruce Arians (Tampa Bay)             |
| Mais jardas de penalidades em qualquer quarto          | 95                               | Kansas City Chiefs                   |
| Mais primeiras descidas por penalidade, time           | 6                                | Tampa Bay Buccaneers                 |
| Mais primeiras descidas por penalidade, soma dos times | 9                                | Tampa Bay (6) v. Kansas City (3)     |
| Menor público no estádio                               | 24.835                           | Super Bowl LV                        |
| Records empatados                                      |                                  |                                      |
| Mais fumbles, jogador (carreira)                       | 5                                | Tom Brady (Tampa Bay)                |
| Mais touchdowns do mesmo jogador (carreira)            | 2                                | Rob Gronkowski (Tampa Bay)           |
| Mais fumbles recuperados, jogador (carreira)           | 2                                | Patrick Mahomes (Kansas City)        |
| Menos touchdowns, time                                 | 0                                | Kansas City Chiefs                   |
| Menos touchdowns rápidos, time                         | 0                                | Kansas City Chiefs                   |
| Menos touchdowns de passes, time                       | 0                                | Kansas City Chiefs                   |
| Menos retornos de punt, time                           | 0                                | Tampa Bay Buccaneers                 |
| Menos turnovers, time                                  | 0                                | Tampa Bay Buccaneers                 |
| Menos jardas de retorno de punt, ambas as equipes      | 0                                | Tampa Bay e Kansas City              |
| Menos fumbles perdidos, ambas as equipes               | 0                                | Tampa Bay e Kansas City              |